# Onthophagus seramicus
Onthophagus seramicus é uma espécie de inseto do género Onthophagus, família Scarabaeidae, ordem Coleoptera.
Foi descrita cientificamente por Huijbregts & Krikken em 2012.